# Вільгельм Блеквенн
Вільгельм Герман Блеквенн (нім. Wilhelm Hermann Bleckwenn; 21 жовтня 1906, Берге — 10 травня 1989, Саарбрюкен) — німецький воєначальник, генерал-майор вермахту, контрадмірал крігсмаріне. Кавалер Лицарського хреста Залізного хреста з дубовим листям.

## Біографія
Закінчив поліцейську школу в Гільдесгаймі. 16 квітня 1925 року вступив на службу в поліцію. З 1934 року служив в поліції Ганновера. 1 серпня 1935 року переведений в сухопутні війська, командир кулеметного взводу піхотного училища в Деберіці, з жовтня 1935 року — командир роти 1-го, потім 10-го і 14-го кулеметних батальйонів. З 1 січня 1940 року командував 1-м батальйоном 127-го прикордонного піхотного полку, з 22 листопада 1940 року — 3-м батальйоном 690-го піхотного полку. Учасник Німецько-радянської війни. 9 вересня 1941 року важко поранений. З 27 листопада 1941 року — командир 1-го батальйону 467-го піхотного полку, з 18 січня 1942 року — командир 467-го піхотного полку 267-ї піхотної дивізії. У серпні 1944 року переведений в Трір і 15 листопада 1944 року очолив 708-у народно-гренадерську дивізію. 28 лютого 1945 року призначений командиром 1-ї морської піхотної дивізії, сформованої в Штеттіні з морської бригади «Північ». 4 травня 1945 року здався британським військам. У липні 1947 року переданий французькій владі. 25 жовтня 1947 року звільнений.

## Звання
- Кандидат в поліцію (16 квітня 1925)
- Унтервахмістр поліції (1 жовтня 1925)
- Вахмістр поліції (1 січня 1927)
- Обервахмістр поліції (1 червня 1930)
- Кандидат в офіцери поліції (1 серпня 1932)
- Лейтенант поліції (21 березня 1933)
- Оберлейтенант поліції (18 липня 1934)
- Оберлейтенант (15 жовтня 1935)
- Гауптман (2 жовтня 1936)
- Майор (15 жовтня 1941)
- Оберстлейтенант (30 вересня 1942)
- Оберст (8 листопада 1943)
- Генерал-майор (8 лютого 1945)
- Контрадмірал (1 березня 1945)

## Нагороди
- Німецький імперський спортивний знак
- Німецький кінний знак в золоті
- Медаль «За вислугу років у Вермахті»
  - 4-го класу (4 роки; 2 жовтня 1936)
  - 3-го класу (12 років; 16 квітня 1937)
- Почесна шабля за відмінну стрільбу з гвинтівки (26 листопада 1937)
- Медаль «За Атлантичний вал» (20 березня 1940)
- Залізний хрест
  - 2-го класу (21 травня 1940)
  - 1-го класу (1 липня 1940)
- Штурмовий піхотний знак в сріблі (1 липня 1940)
- Нагрудний знак «За поранення»
  - в чорному (10 вересня 1941)
  - в сріблі (20 серпня 1943)
- Німецький хрест в золоті (14 квітня 1942)
- Медаль «За зимову кампанію на Сході 1941/42» (20 серпня 1942)
- Нагрудний знак ближнього бою
  - в бронзі (20 листопада 1943)
  - в сріблі (1 жовтня 1944)
- Лицарський хрест Залізного хреста з дубовим листям
  - лицарський хрест (6 квітня 1944)
  - дубове листя (№621; 18 жовтня 1944)